# Naro nyelv
A naro nyelv (saját megnevezéssel: nharo) egy koiszan nyelv, amit főleg Botswanában, azon belül is Gantsi tartományban, és kisebb részt Namíbiában beszélnek. Ez leginkább közvetítőnyelvként (kereskedelmi nyelv) beszélt nyelv. A nyelvhez létezik szótár és nyelvtani leírás.

## Nyelvjárásai
A naro egy dialektuskontinuum.
- |Amkwe
- |Anekwe
- G!nkwe
- !Ginkwe
- G!okwe
- Qabekhoe (Qabekho, !Kabbakwe)
- Ts'aokhoe (Tsaukwe, Tsaokwe)
- Tserekwe
- Tsorokwe
- N|hai-ntse'e (N||hai, Ts'ao)

és esetleg a ‡Haba

## Naro Nyelvi Projekt
A Naro Nyelvi Projektet a D'kari Református Egyház kezdeményezte és folytatja. Ennek célja a naro nyelv leírása és megértésének fejlesztése, az írás-olvasási készségek fejlesztése a naro nyelvet beszélők számára, a nyelvükön való olvasás és írás tanításával, valamint a Biblia naro nyelvre fordítása. A projektet az 1980-as években indították. A projekt keretében 2007-ig a Biblia 70%-át fordították le naro nyelvre.

## Számnevek
Az alábbi számnevek Vissertől származnak (2001). Mindössze három hivatalos szám van, az 'egy', 'kettő' és 'három', az összes többi a namától származnak. Ezek:
- 1. cúí
- 2. cám̀
- 3. nquana
- 4. hàka
- 5. koro
- 6. nqáné
- 7. hõò
- 8. kaisa
- 9. khòesí
- 10. dìsí

## Bibliográfia
- Visser, Hessel (2001) Naro Dictionary: Naro–English, English–Naro. Gantsi, Botswana: Naro Language Project. ISBN 99912-938-5-X